# Астафьев, Пётр Васильевич
Пётр Васи́льевич Аста́фьев (14 сентября 1919 года, село Атамановка Урянхайский край (ныне Кочетово, Кочетовский сумон,  Тандинский кожуун, Республика Тыва) — 21 декабря 2009 года, с. Хут, Пий-Хемский кожуун, Тыва) — советский колхозник, Герой Социалистического Труда, депутат Совета Национальностей Верховного Совета СССР 7-го созыва.
Член КПСС.

## Биография
Родился в 1919 году в селе Атамановка Урянхайского края, ныне Кочетово Кочетовского сумона Тандинского кожууна Республики Тыва. 
До 1941 — механизатор, счетовод в колхозе «Красный пахарь».
В 1941—1974 — председатель колхоза «Красный пахарь» Пий-Хемского района Тувинской АССР.
В 1974—1979 — егерь Пий-Хемского района Тувинской АССР.
Указом Президиума Верховного Совета СССР от 22 марта 1966 года присвоено звание Героя Социалистического Труда с вручением ордена Ленина и золотой медали «Серп и Молот».
Депутат Совета Национальностей Верховного Совета СССР 7-го созыва от Тувинской АССР (1966—1970).
Умер 21 декабря 2009 года в посёлке Хут Пий-Хемского района. Похоронен в Кызыле.

## Награды и звания
- Герой Социалистического Труда (22.03.1966)
- Орден Ленина (23.08.1957; 22.03.1966)